# Premi Nobel
Els Premis Nobel van ser creats en el seu testament per Alfred Nobel, inventor de la dinamita i industrial suec. La seva funció és la de premiar les persones la labor de les quals haguera sigut excel·lent al llarg de la seva vida en algun dels camps premiats. Nobel va signar el seu testament al Club Suec-Noruec de París el 27 de novembre de 1895. Se sentia culpable per la seva responsabilitat com a empresari enriquit a través d'una indústria productora de dinamita el principal mercat de la qual era la mineria, però també la guerra. Aquesta pot haver estat la motivació principal del seu famós testament, potser lligat al costum de l'època de dur a terme accions per fer transcendir el seu nom en morir.

## Història
Alfred Nobel va néixer el 21 d'octubre del 1833 a Estocolm, Suècia, en una família d'enginyers. i va ser químic, enginyer i inventor. El 1895 Nobel va comprar la companyia Bofors dedicada a la indústria metal·lúrgica i a la fabricació d'armament, i sota la seva direcció va esdevenir un dels principals fabricants d'armament. Nobel va amassar una fortuna durant la seva vida, la major part gràcies a les seves 355 invencions, d'entre les quals destaca la dinamita com la més famosa. El 1888 Nobel va tenir la desagradable sorpresa de llegir el seu propi obituari, titulat El mercader de la mort és mort, a un diari francès. El diari l'havia confós amb el seu germà Ludvig que era qui realment havia mort a Cannes. Nobel va quedar decebut amb el que havia llegit i preocupat per com seria recordat. Aquest incident li va servir d'inspiració per canviar el seu testament. Alfred Nobel va morir el 10 de desembre del 1896 a la seva casa de San Remo, Itàlia, a l'edat de 63 anys a causa d'una hemorràgia cerebral.
Per a sorpresa de molts, al seu darrer testament demanava que la seva fortuna fos utilitzada per crear una sèrie de premis per a aquells que confereixin el “major benefici a la humanitat” en els camps de la física, la química, la pau, la fisiologia o la medicina i la literatura. Nobel va escriure diversos testaments al llarg de la seva vida. L'últim va ser escrit un any abans de morir, signat al Club Suec-Noruec de París el 27 de novembre del 1895. Nobel va donar el 94% dels seus béns, 31 milions de corones sueques, per a crear els cinc Premis. A causa del nivell d'escepticisme que envoltava el testament no va ser fins al 26 d'abril del 1897 que va ser aprovat pel Parlament de Noruega. Els executors del testament van ser Ragnar Sohlman i Lilljequist Rudolf, que van crear la Fundació Nobel (Nobelstiftelsen) per tenir cura de la fortuna de Nobel i organitzar els premis.
Els membres del Comitè Nobel de Noruega que havien d'atorgar el Premi de la Pau van ser nomenats poc després que el testament fos aprovat pel Parlament Noruec. Les altres organitzacions que havien d'atorgar els altres premis ho van fer a continuació: l'Institut Karolinska, el 7 de juny, l'Acadèmia Sueca el 9 de juny, i la Reial Acadèmia Sueca de Ciències l'11 de juny. La Fundació Nobel va arribar a un acord sobre les directrius que s'havien de seguir per atorgar els premis. L'any 1900 la Fundació Nobel va adoptar uns nous estatuts que van ser promulgats pel rei Òscar II. El 1905 es va dissoldre la unió entre Suècia i Noruega i la responsabilitat de la concessió de Premis Nobel es va dividir entre els dos països. El Comitè Nobel de Noruega es va convertir en l'encarregat d'atorgar el Premi Nobel de la Pau mentre les institucions sueques seguien sent les responsables dels altres premis.

## El premi

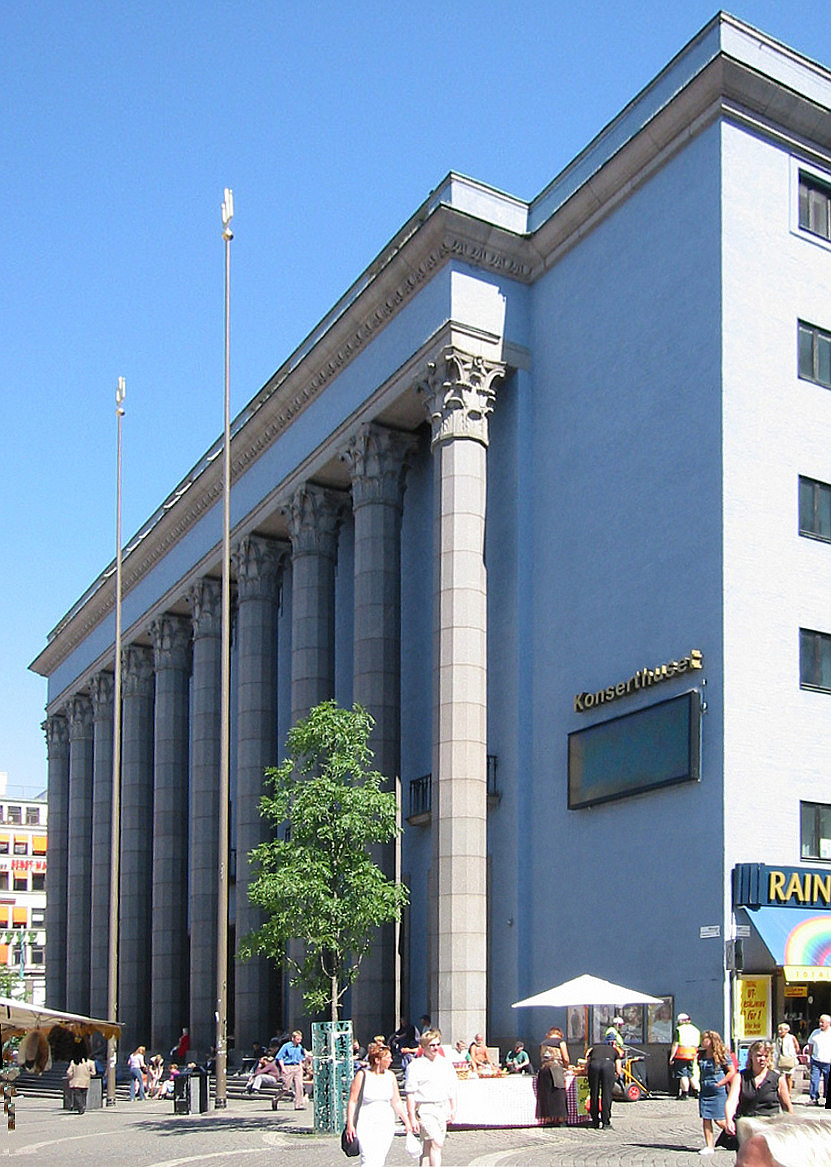
Façana de la Stockholm Konserthuset, on es lliuren els premis Nobel

La primera cerimònia d'entrega dels Premis Nobel es va celebrar en la Reial Acadèmia Sueca de Música d'Estocolm (Suècia) el 1901. L'entrega dels mateixos es realitza pel Rei de Suècia i, a més del seu prestigi, suposa l'entrega de 10 milions de corones sueques (un xic més d'un milió d'euros). La finalitat d'aquesta suma és evitar les preocupacions econòmiques del guardonat perquè així puga desenvolupar millor els seus futurs treballs.
Inicialment, el rei Òscar II no estava d'acord en donar el premi a estrangers, però es diu que va canviar d'idea en adonar-se de l'enorme potencial publicitari per al país.
Els premis es concedeixen en una cerimònia celebrada anualment a la Sala de Concerts d'Estocolm, seguint el banquet a l'ajuntament el 10 de desembre, data en què Alfred Nobel va morir. El lliurament del Premi Nobel de la Pau es realitza a Oslo, Noruega. Els noms dels premiats, però, solen anunciar-los a l'octubre els diversos comitès i institucions que actuen com tribunals de selecció dels premis.
Els diversos camps en què es concedixen premis són els següents:
- Física (decidit per la Reial Acadèmia Sueca de Ciències)
- Química (decidit per la Reial Acadèmia Sueca de Ciències)
- Medicina o Fisiologia (decidit per l'Institut Karolinska)
- Literatura (decidit per l'Acadèmia Sueca)
- Pau (decidit pel Comitè Nobel Noruec del Parlament Noruec)

A la mort d'Alfred Nobel es va produir una situació curiosa respecte a les institucions responsables de concedir els premis, ja que Alfred Nobel els nomenava sense prèvia consulta a les mateixes institucions sobre la seva acceptació o sobre els criteris per a l'adjudicació dels premis. Tanmateix, després de molts dubtes dins d'aquestes mateixes institucions, totes elles van acceptar.
El Premi Nobel d'Economia no està proveït dels fons amb base al "Testament de Nobel" i, per tant, tècnicament no és un Premi Nobel (i l'actual família Nobel no l'accepta com a tal). Tanmateix, aquest premi es concedeix juntament amb els altres Premis Nobel. En 1968 es va decidir no afegir cap altre premi "en memòria de Nobel" en el futur. Al febrer de 1995 es va acordar que el premi de ciències econòmiques es redefiniria com un premi en ciències socials, obrint així el Premi Nobel a grans contribucions en camps com les ciències polítiques, la psicologia i la sociologia. A més, el comitè del premi de ciències econòmiques va patir canvis perquè dos membres no economistes participessin cada any en el procés de selecció (anteriorment el comitè del premi estava compost únicament per cinc economistes).

### L'absència de les matemàtiques
Les matemàtiques no són recompensades per un premi Nobel. Alfred Nobel mai no va explicar les seves motivacions en relació amb l'absència de les matemàtiques.
La llegenda pretén que Alfred Nobel s'hauria negat a honorar les matemàtiques per evitar que el premi fos donat un dia a Gösta Mittag-Leffler, un matemàtic suec que li hauria robat el cor de la seva dona, Sophie Hess. El 1985, Lars Gårding i Lars Hörmander han ensenyat que aquesta història està desproveïda de fonaments. Primer de tot, Nobel mai no ha estat casat, Sophie Hess era la seva amant, una jove vienesa de 20 anys que va conèixer quan en tenia 42. Finalment, és poc probable que Nobel i Mittag-Leffler s'hagin conegut realment, Nobel abandonà Suècia el 1865 mentre que Mittag-Leffler era encara estudiant.
Aquesta disciplina és recompensada des de 1936 per la Medalla Fields, que es distingeix tanmateix del Nobel per una edat màxima de 40 anys i una adjudicació només cada quatre anys, i des de 2003 pel premi Abel.

## El testament d'Alfred Nobel

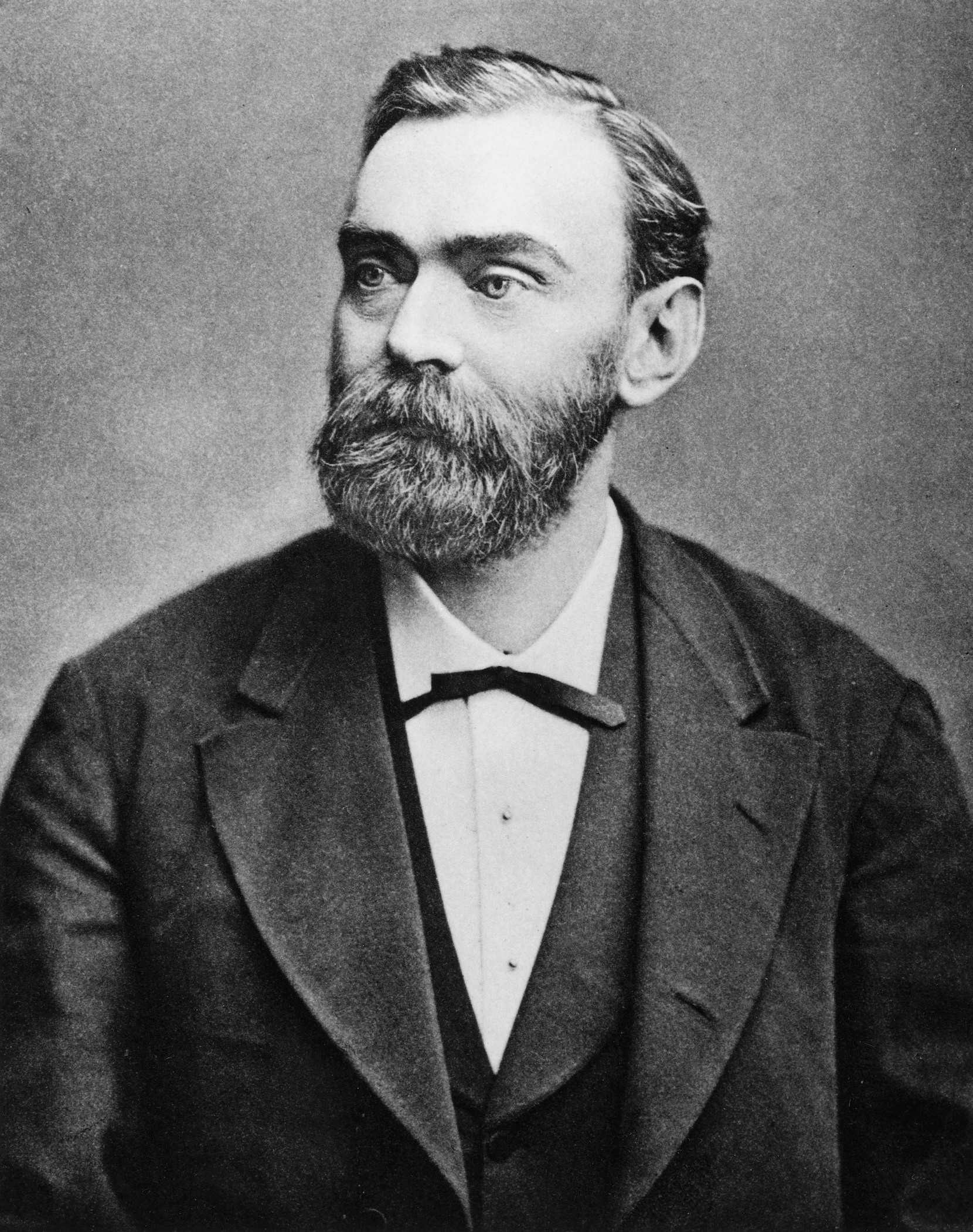
Alfred Bernhard Nobel

Segons es recull en el testament d'Alfred Bernhard Nobel:
| « | La totalitat del que queda de la meva fortuna quedarà disposada de la manera següent: el capital invertit en valors segurs pels meus testamentaris, constituirà un fons i els seus interessos seran distribuïts cada any en forma de premis entre aquells que durant l'any precedent hagin realitzat el major benefici a la humanitat. Aquests interessos es dividiran en cinc parts iguals, que seran repartides de la següent manera: una part a la persona que hagi fet el descobriment o l'invent més important dins del camp de la física; una part a la persona que hagi realitzat el descobriment o millora més important dins de la química; una part a la persona que hagi fet el descobriment més important dins del camp de la fisiologia i la medicina; una part a la persona que hagi produït l'obra més destacada de tendència idealista dins del camp de la literatura, i una part a la persona que hagi treballat més o millor en favor de la fraternitat entre les nacions, l'abolició o reducció dels exèrcits existents i la celebració i promoció de processos de pau. Els premis per a la física i la química seran atorgats per l'Acadèmia Sueca de les Ciències, el de fisiologia i medicina serà concedit per l'Institut Karolinska d'Estocolm, el de literatura, per l'Acadèmia d'Estocolm, i el dels defensors de la pau, per un comitè format per cinc persones escollides per l'Storting (Parlament) noruec. És el meu exprés desig que, en atorgar aquests premis, no es tingui en consideració la nacionalitat dels candidats, sinó que siguin els més mereixedors els que rebin el premi, siguin escandinaus o no. | » |

## Procés d'atorgament
El procés d'atorgament és similar per a cada premi Nobel, la principal diferència rau a les persones que poden presentar candidats per a cadascun.

### Nominacions
Els formularis de nominació són enviats pel Comitè del Premi Nobel a unes 3.000 persones, en general el setembre de l'any anterior al de l'atorgament del premi. Aquestes persones són sovint acadèmics que treballen en àrees pertinents a cada disciplina premiada. Per al Premi de la Pau s'envien als governs, als membres dels Tribunals Internacionals, professors i rectors, antics premiats amb el Nobel de la Pau i membres i ex-membres del Comitè Noruec del Nobel. La data límit per a la devolució dels formularis de candidatura és el 31 de gener de l'any de l'atorgament. El Comitè del Nobel designa uns 300 potencials guanyadors a partir d'aquests formularis i pot afegir altres noms. Els noms dels nominats no es fan públics, ni se'ls comunica que han estat proposats per a rebre el premi. Tots els expedients de nominació dels premis romanen segellats durant 50 anys a partir de l'adjudicació del premi.

### Selecció
El Comitè del Nobel elabora un informe amb l'assessorament d'experts en els àmbits pertinents. Aquests informes i la llista preliminar de candidats són presentats a les diferents institucions que atorguen els premis, les respectives Acadèmies, que debaten durant mesos els guanyadors. Aquestes institucions es reuneixen per escollir el guanyador o guanyadors en cada camp per una majoria de vots. La seva decisió, que no pot ser apel·lada, s'anuncia immediatament després de la votació. Per a cada premi es pot seleccionar un màxim de tres premiats i dos treballs diferents. A excepció del Premi de la Pau, que pot ser atorgat a institucions, els premis només es poden donar a persones individuals. Si el Premi de la Pau no es concedeix, els diners que li correspondrien són repartits entre els premis científics. Fins al moment això ha passat 19 vegades.

### Nominació pòstuma
Tot i que no es permeten les nominacions pòstumes, les persones que morien durant els mesos entre la seva nominació i la decisió del comitè del premi eren premiables. Això va passar dues vegades, el 1931 amb el Nobel de Literatura guanyat per Erik Axel Karlfeldt, i el Nobel de la Pau del 1961 concedit al Secretari General de les Nacions Unides Dag Hammarskjöld. Però des del 1974, els guanyadors dels premis han de ser vius en el moment de l'anunci a l'octubre. Hi ha hagut un guanyador, William Vickrey, que va morir després que s'anunciés la concessió del premi, abans de la seva entrega.

### Reconeixement desfasat
El testament de Nobel estableix que els premis s'han d'atorgar en reconeixement dels descobriments realitzats "durant l'any anterior". I durant els primers anys els premis acostumaven a reconèixer els descobriments recents, però alguns d'aquests primers descobriments van ser desacreditats posteriorment i per evitar aquestes situacions vergonyants, els premis reconeixen cada vegada més descobriments científics que han resistit la prova del temps. En aquesta línia, dos dels premiats amb el Premi Nobel de Física del 2009, Willard S. Boyle i George E. Smith, ho van ser per la invenció d'un circuit de semiconductor, el detector CCD, que havien fet el 1969. Segons Ralf Pettersson, expresident del Comitè del Premi Nobel de Medicina o Fisiologia, “el criteri de l'any anterior s'interpreta per l'Assemblea del Nobel com l'any en què l'impacte del descobriment s'ha fet evident.”
El desfase entre la realització del fet que reconeix el premi i l'atorgament varia d'una disciplina a una altra. En el cas del Nobel de Literatura el premi acostuma a reconèixer el treball acumulat al llarg d'una vida en comptes d'un èxit únic. El Premi de la Pau també pot ser atorgat pel treball desenvolupat al llarg d'una vida, és el cas de Martti Ahtisaari, guanyador del Nobel del 2008 que va ser guardonat per la seva aportació a la resolució de conflictes internacionals. Però també pot ser atorgat per motius recents, un exemple és el cas de Kofi Annan que va ser guardonat amb el Nobel de la Pau del 2001, només quatre anys després d'esdevenir Secretari General de les Nacions Unides. o els de Iàssir Arafat, Isaac Rabin i Ximon Peres que van rebre el premi del 1994, un any després que van concloure els Acords d'Oslo.
Els Nobels de física, química i medicina requereixen que la importància del descobriment passi la prova del temps, el que a la pràctica comporta que el desfase entre el descobriment i el premi acostumi a ser de 20 anys o més. Per exemple, Subrahmanyan Chandrasekhar va compartir el Nobel de Física del 1983 pel seu treball del 1930 sobre l'estructura estel·lar i la seva evolució. No tots els científics viuran prou perquè el seu treball sigui reconegut, alguns descobriments mai podran optar a un premi si el seu impacte es produeix després de la mort dels seus descobridors.

## Premis

### Medalles

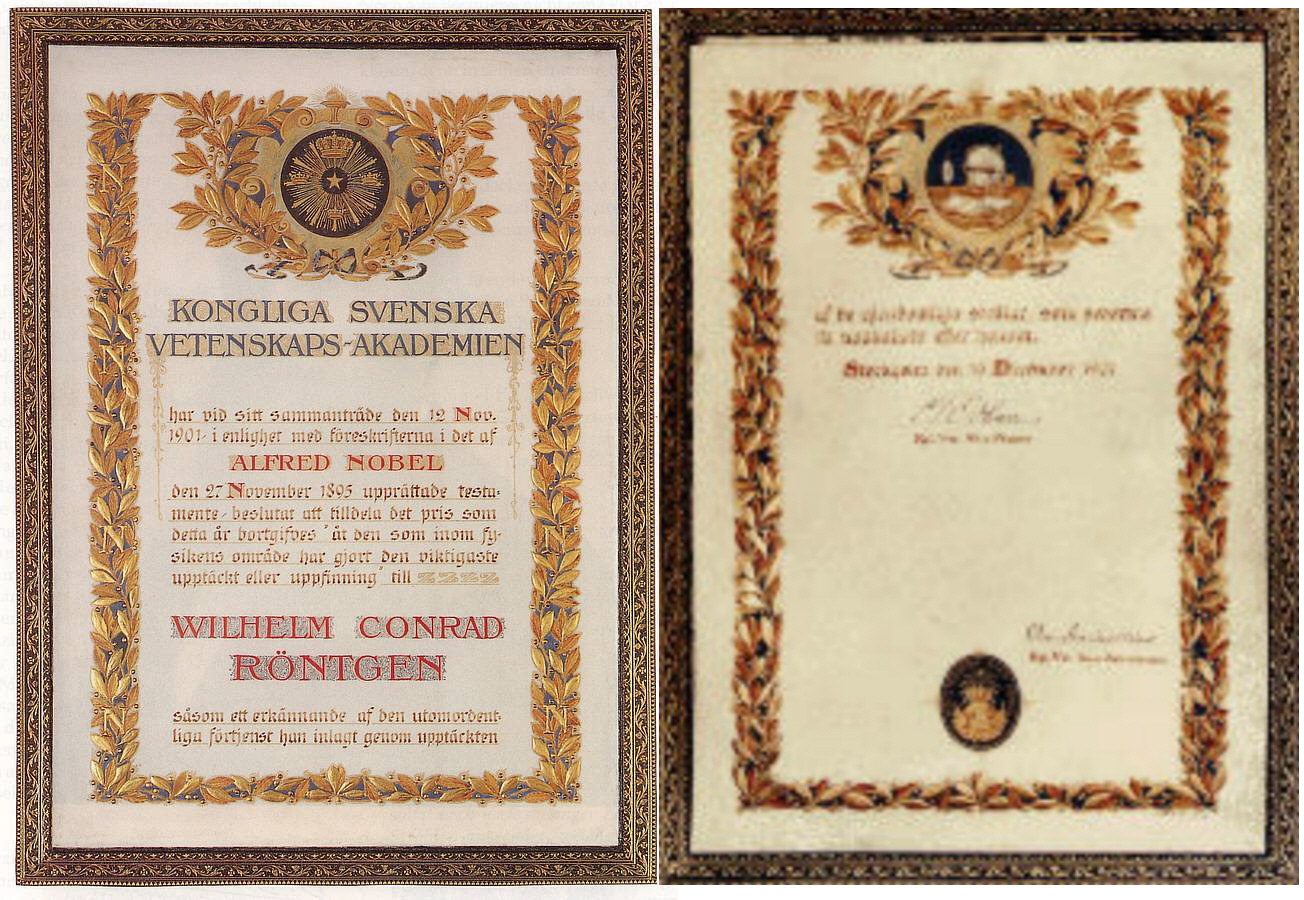
El diploma de Wilhelm Röntgen del 1901, primer Nobel de Física

Les medalles del premi Nobel, encunyades per les fàbriques de moneda de Suècia (Myntverket) a Suècia i la de Noruega (Det Norske Myntverket) des de 1902, són marques registrades de la Fundació Nobel. A totes les medalles destaca una imatge d'Alfred Nobel de perfil esquerre sobre l'anvers. Les medalles del Premi Nobel de Física, de Química, de Fisiologia o Medicina, i de Literatura tenen el mateix disseny a l'anvers, mostrant la imatge d'Alfred Nobel i les dates del seu naixement i la seva mort. La imatge de Nobel també apareix a l'anvers de la medalla del Premi Nobel de la Pau i a la del de Ciències Econòmiques en memòria d'Alfred Nobel però amb un disseny diferent, per exemple en el cas de la d'economia el nom del premiat és gravat a la vora de la medalla. El revers varia en funció de la institució que atorga el premi. El revers de les medalles de química i física comparteixen el mateix disseny.
Totes les medalles fetes abans de l'any 1980 van ser encunyades en or de 23 quirats (ct). Des de llavors han estat encunyades en or verd de 18 quirats (75% Au i 25% Ag) i xapades en or de 24 quirats. El pes de cada medalla varia amb la quantitat d'or, però la mitjana és d'uns 175 grams. El diàmetre és de 66 mm i el gruix varia entre 5,2 i 2,4 mm. A causa de l'alt valor pel seu contingut en or i la tendència a ser exposades en públic, les medalles Nobel estan subjectes a robatori. Durant la Segona Guerra Mundial les medalles de científics alemanys Max von Laue i James Franck van ser enviades a Copenhaguen per a la seva custòdia. Quan els nazis va envair Dinamarca, el químic George de Hevesy les va dissoldre en aigua règia per evitar-ne la confiscació i els consegüents problemes legals als seus titulars. Després de la guerra, l'or va ser recuperar de la solució i les medalles va tornar a ser encunyades.

### Diplomes
El premiats amb el Nobel reben un diploma de mans del rei de Suècia o del president del Comitè Noruec del Nobel, segons el cas. Cada títol té un disseny únic fet per les institucions que atorguen els diferents premis per a cada premiat. El títol conté una imatge i un text que indica el nom del guardonat i, normalment, la raó per la qual va rebre el premi. En el cas dels premis Nobel de la Pau, fins ara, en cap dels diplomes concedits ha aparegut la raó per la qual s'ha atorgat el premi.

### Premi en metàl·lic
El guardonat amb el Nobel també rep una suma de diners en forma d'un document que indica el seu import. L'import dels premis pot variar en funció de la quantitat de diners que la Fundació Nobel pot esmerçar cada any. La quantitat ha augmentat des de la dècada del 1980, quan el valor del premi era de 880.000 corones sueques (uns 2,6 milions de corones sueques actuals). El 2009, la dotació econòmica va ser de 10 milions de corones sueques. Si hi ha dos guanyadors en algun dels premis, l'import es divideix en parts iguals entre els premiats de la categoria. Si n'hi ha tres, el comitè atorgador té l'opció de dividir l'import en parts iguals, o adjudicar la meitat a un dels guanyadors i una quarta part de cadascun dels altres dos. No és estrany que els premiats donin els diners del premi a causes científiques, culturals o humanitàries.

## Altres premis
En algunes disciplines sense Premi Nobel s'han instituït premis específics que, per ressaltar la seva importància, reben oficiosament el nom de Nobel de cada especialitat. Entre alguns d'aquests premis es troben:
- Aigua: Premi Estocolm de l'Aigua
- Alimentació: Premi Mundial d'Alimentació
- Arquitectura: Premi Pritzker
- Energia: Premi Eni
- Enginyeria: Premi Charles Stark Draper
- Esport: Premis Laureus de l'Esport Mundial
- Farmàcia: Premi Galien
- Fotografia: Premi Hasselblad
- Geografia: Premi Vautrin Lud
- Geologia: Medalla Wollaston
- Informàtica: Premi Turing
- Matemàtiques: Medalla Fields i Premi Abel
- Música: Premi musical Léonie Sonning i Premi Polar de Música
- Medi Ambient: Premi Goldman del Medi Ambient
- Tecnologia: Premi Tecnologia del Mil·lenni

D'altres d'aquests premis són d'àmbit regional, com el Premi Ramon Magsaysay o premi Nobel d'Àsia.
A banda també s'adjudiquen els anti-Nobel premis Ig Nobel per a recerques científiques inusuals o trivials.